# Come non detto
Come non detto (tj. Jak neřečeno) je italský hraný film z roku 2012, který režíroval Ivan Silvestrini.

## Děj
25letý Mattia žije v Římě a bydlí se svou kamarádkou Stefanií, ale udržuje na dálku vztah se svým přítelem Eduardem, který bydlí v Madridu. Před svou rodinou tají, že je gay, protože se bojí, že rodiče pro něho nebudou mít dostatek porozumění. Jednoho rána mu Eduard sdělí, že za ním ještě téhož dne přiletí do Říma, aby poznal jeho rodiče. Mattia si proto cvičí svůj coming out na společnou večeři, na které se má sejít celá rodina. Přitom během celého dne vzpomíná na chvíle, kdy se s Eduardem potkali a na to, jak potkával své přátele. Když Eduard přiletí, zůstane v bytě se Stefanií. Mattia jde na večeři, kde oznámí rodičům, babičce a sestře, že je gay. Rozhodne se přestěhovat do Španělska za Eduardem.

## Obsazení
| Josafat Vagni       | Mattia    |
| Valeria Bilello     | Stefania  |
| Francesco Montanari | Giacomo   |
| Monica Guerritore   | Aurora    |
| Ninni Bruschetta    | Rodolfo   |
| Jose Dammert        | Eduard    |
| Valentina Correani  | Samantha  |
| Lucia Guzzardi      | Iolanda   |
| Andrea Rivera       | Bernardo  |
| Alan Cappelli Goetz | Christian |